# Cirilo Murruchuca
«Cirilo Murruchuca» es una polca criolla de la Guardia Vieja de la música criolla del Perú. La canción es principalmente reconocida por su verso trabalenguas y coro en un falso, sino burlón, idioma oriental.

## Historia
La versión más antigua de esta polca, conocida bajo el nombre «La Japonesa», fue grabada en 1911 por el dúo musical peruano compuesto por Eduardo Montes y César Manrique. En esta versión, solamente un verso trata de Cirilo, el cual ellos apellidan "Morochuca".
En 1952, la canción resurgió a la popularidad gracias al dúo peruano Los Troveros Criollos, quienes recopilaron antiguas canciones de "La Guardia Vieja" como parte de su repertorio musical. Tanto fue la aclamación por el tema, el cual solamente se enfocaba en el verso de Cirilo Murruchuca, que el dúo de música-humor chileno Los Caporales lo adaptó en su acto.

### Versión de 2011
Casi un medio siglo después, la canción nuevamente recuperó popularidad en Chile gracias a la versión grabada en 2011 por el grupo funk-rock Chancho en Piedra. Sin embargo, esta versión fue erróneamente atribuida al folklore tradicional chileno. El grupo musical pensaba que la canción había sido creada por el humorista chileno Luis Arenas para Los Caporales.

## Letra

### Versión de 1952
don Cirilo Murruchuca, 
primo hermano de Pepe Garrucha Machuca la Yuca,
ministro enviado plenipotenciario
desde las aduanas gubernativas
de los imperios extraordinarios de Cantón.
Este pobre chino es un músico infernal,
toca la mar de instrumentos,
de cuerda y de viento, todos sin igual.
Toca con la mano izquierda la guitarra y el cajón
y con la mano derecha, ocarina y saxofón.
(idioma oriental inventado)
Ay tiunumani taylongo 
Mongoloya jaitaiti, 
Sibuloya con mongoyote 
tiunaman nisan nipo.